# Fredrik Ingman
Fredrik Ingman, född 1698, död 1759, var en svensk borgmästare. 

## Biografi
Fredrik Ingman föddes 1698. Han var son till kronofogden Anders Ingman och Catharina Elisabet Streng i Nyland. Ingman blev borgmästare i Borås stad 1744. Han var riksdagsman vid Sveriges riksdagen 1746–1747 och riksdagen 1755–1756. Ingman avled 1759.

### Familj
Ingman var gift med Elsa Beata Springer.